# JayDaYoungan
Джавориус Тайкис Скотт (англ. Javorius Tykies Scott; 15 июля 1998, Богалуса, Луизиана — 27 июля 2022, Богалуса, Луизиана), более известный под псевдонимом JayDaYoungan — американский рэп, хип-хоп исполнитель и певец.
Был наиболее известен своими несколькими синглами «23 Island», «Elimination» и «Opps», которые по состоянию за ноябрь 2020 года получили 49, 27 и 26 миллионов прослушиваний на SoundCloud соответственно.
Скотт также выпустил микстейпы под названиями Forever 23 (2018), Endless Pain (2019) и его дебютный альбом Misunderstood (2019), который занял 43-е место и попал в Billboard 200.
Впервые о нём узнали благодаря своим микстейпам Ruffwayy и The Real Jumpman 23, в которые вошли треки «Sliding Freestyle» и «Muddy Situation».

## Биография
Джавориус Тайкис Скотт родился 15 июля 1998 года в штате Луизиана.
Музыкой заинтересовался ещё в школьные годы. Бросив учёбу в возрасте 18 лет начал активно заниматься данной сферой деятельности.
Был убит 27 июля 2022 года возле своего дома в возрасте 24 лет в Луизиане. Он и его отец, Кеньятта Скотт сидели на лужайке перед их домом в Богалузе. В это время подъехал чёрный грузовик, откуда выскочили трое вооружённых мужчин. Отец и сын бросились в дом, но с этой стороны подошли ещё двое мужчин и открыли огонь. Отец выхватил своё оружие и открыл ответный огонь. В сына попало по меньшей мере восемь пуль, он скончался в больнице

## Дискография

### Студийные альбомы
- Baby23 (студийный альбом, 2020)

### Ep-альбомы
- Scarred (ep-альбом, 2022)
- All Is Well (ep-альбом, 2022)

### Микстейпы
- YOUNGANimal (микстейп, 2016)
- RuffWayy (микстейп, 2017)
- The Real Jumpman 23 (микстейп, 2017)
- Wake Up (микстейп, 2017)
- Taking Off (микстейп, 2018)
- 23 (микстейп, 2018)
- Forever 23 (микстейп, 2018)
- Endless Pain (микстейп, 2019)
- Can’t Speak On It (with Yungeen Ace), (микстейп, 2019)
- Misunderstood (микстейп, 2019)
- 23 Is Back (микстейп, 2019)